# ЕверБак
ЕверБак  — український футзальний клуб з Одеси. У сезоні 1994/95 років виступав у Першій лізі України з футзалу.

## Історія
Футзальний клуб «Евербак Одеса» був заснований в Одесі 16 лютого 1994 року на базі аматорської команди «Маяк» (Одеса), яка в 1989 році посіла четверте місце на першому неофіційному чемпіонаті СРСР у Новосибірську. Команду представляла компанію ЕверБак, утворену внаслідок злиття двох компаній: Еверест та Баккара. У сезоні 1994/95 років клуб дебютував на професіональному рівні в Першій лізі, вигравши чемпіонат та вийшов до Вищої ліги. Однак через фінансові труднощі команда не змогла зіграти у вищому дивізіоні чемпіонату України з футзалу. Пошуки нового спонсора не завершилися успіхом, і клуб розформували. Більшість гравців перебралися до МФК «Локомотив» (Одеси).

## Клубні кольори, форма
| Червоний | Чорний |

Гравці клубу зазвичай проводили свої домашні матчі у червоно-чорних футболках у вертикальну смужку, чорних шортах та червоних гетрах.

## Досягнення
- Перша ліга України
  -  Чемпіон (1): 1994/95

## Стадіон
Домашні поєдинки «ЕверБак» проводив у залі УСЗ «Краян» (100 глядачів) та Залі спортивного комплексу СКА (500 глядачів).

## Спонсори
- Компанія «ЕверБак»

## Відомі гравці
- Олег Безуглий
- Володимир Возний
- Георгій Мельніков
- Володимир Трибой

## Відомі тренери
- Валерій Іониш